# Quatrième circonscription de la préfecture de Shiga
La quatrième circonscription de la préfecture de Shiga (滋賀県第4区, Shiga-ken dai-yon-ku) est une ancienne circonscription législative de la préfecture de Shiga au Japon. Elle comptait 291 544 électeurs en date du 1er septembre 2021.

## Description géographique
La quatrième circonscription de la préfecture de Shiga regroupait les villes d'Ōmihachiman, Kōka et Konan avec une partie de Higashiōmi et le district de Gamō.

## Députés
| Législature | Début de mandat | Fin de mandat | Député élu            |  | Parti politique |
| ----------- | --------------- | ------------- | --------------------- |  | --------------- |
| 43e         | 2003            | 2005          | Mineichi Iwanaga (ja) |  | PLD             |
| 44e         | 2005            | 2009          | Mineichi Iwanaga (ja) |  | PLD             |
| 45e         | 2009            | 2012          | Tenzō Okumura (ja)    |  | PDJ             |
| 46e         | 2012            | 2014          | Takaya Mutō (ja)      |  | PLD             |
| 47e         | 2014            | 2017          | Takaya Mutō (ja)      |  | PLD             |
| 48e         | 2017            | 2021          | Hiroo Kotera (ja)     |  | PLD             |
| 49e         | 2021            | -             | Hiroo Kotera (ja)     |  | PLD             |